# Некрони

Обкладинка 7-ї редакції кодексу некронів. Зображений персонаж — лорд некронів

Некро́ни (англ. Necrons) — у вигаданому компанією Games Workshop всесвіті Warhammer 40,000 — раса скелетоподібних роботизованих істот, одна з основних армій у настільній грі Warhammer 40,000. Описуються як винятково технологічно розвинені істоти, історія яких налічує десятки мільйонів років, однак сильно постраждалі від часу. До 5-ї редакції правил Warhammer 40,000 їхньою головною метою було знищити все життя в галактиці. З 5-ї некрони отримали більш опрацьовану історію та були переосмислені як істоти, що прагнуть повернути собі органічні тіла і відродити свою цивілізацію.
Ця раса виконує роль фентезійної нежиті і є аналогом Королів Гробниць у Warhammer Fantasy. Некрони, крім настільних ігор, є персонажами відеоігор за Warhammer 40,000 та численної літератури.

## У настільній грі
Некрони володіють дуже витривалою і сильною, але повільною піхотою. Їхній аналог псайкерських сил, сили К'танів, не може бути заблокований (наприклад Сестрами Тиші) і не має ризиків обернутися проти самих некронів (на відміну від «небезпек Варпу» для псайкерів). Однак некрони також не володіють захистом від ворожих псайкерів. Здатність «Протоколи реанімації» дозволяє щоходу отримати шанс повернути в стрій обраного втраченого юніта. Завдяки властивості «Живий метал» некрони наділені змогою щоходу анулювати одну рану. Також рядові війська трохи посилюються навколо лідерів, а самі лідери мають вибір з багатьох артефактів. Уся техніка некронів наділена квантовими щитами, завдяки яким має шанс повністю ігнорувати ушкодження.

## Історія створення
Некрони вперше з'явилися як юніти для настільної гри Warhammer 40,000 під назвою «некронські нальотчики». Правила для них були опубліковані в 216-му номері журналу «White Dwarf». Правила мали тільки такі загони як Воїни некронів і Скарабеї. В наступному місяці в цьому журналі були додані нові загони: Лорд і Знищувачі некронів.
Цей випуск також містив опис першої появи нової фракції — у бойовому зведенні в статті «Massacre at Sanctuary 101» повідомлялося про битву некронів з Сестрами Битви. Згодом були випущені перші металічні мініатюри для цієї раси, і в 217-му номері «White Dwarf» була включена безкоштовна фігурка Воїна некронів.
Під час виходу 3-го видання Warhammer 40,000 (1998), некрони отримали власний список армії, який був надрукований в березневому випуску «White Dwarf» 1999 року.
Власний кодекс фракція отримала в серпні 2002 року, з випуском 4-ї редакції правил. Книга містила інформацію про історію, повідомивши про події декількох мільйонів років. Також у ній наводився повний склад армії некронів і правила для кожного загону та юніта. В ньому некрони описувалися як ворожа до всього життя раса, яка діє за закладеними її творцями програмами. Її передісторія розповідала про расу некротир, що була обманута істотами з енергії К'танами і перетворена на роботів шляхом перенесення свідомості в машини в обмін на могутність і безсмертя. Насправді ж К'тани поглинули енергію душ некротирів та використали некронів для знищення своїх противників Древніх, в результаті чого галактика була спустошена. Некрони були занурені в сон, щоб забезпечити повернення К'танів, коли галактика знову наповниться життям та душми, якими можна харчуватися.
Новий кодекс некрони отримали в листопаді 2011 року, коли було випущено 5-у редакцію правил. У ньому зазнали змін майже всі юніти і були додні нові. Історія некронів також зазнала зміни: у новій версії К'тани були розколоті на безліч шматків некронами, які були і залишилися розумними істотами, але втратили душі. В цій редакції деякі некрони співпрацювали з людьми і мали головними цілями відродження своєї цивілізації та повернення органічних тіл.

## Вигадана історія некронів
Згідно 5-ї редакції правил (2011), некрони мають таку історію:

### Початок часу
На початку історії всесвіту не було рас, які могли б вільно мандрувати між зірками. Першою з них стала раса Древніх (Old Ones). Вони колонізували світи, перетворюючи їх на свої домівки. Під час своїх подорожей вони зустрічали безліч молодих рас, технології яких ще не дозволяли їм виходити в космос. Однією з цих молодих рас була раса некротир, яка в майбутньому стане некронами. Вона почала своє існування біля активної зірки за мільярди років до того, як людство еволюціонувало на Землі. Некронтири страждали від радіації своєї зірки, через що були хворобливими істотами. Їхня культура як наслідок мала культ смерті. Суспільство, поділене на так звані Династії, постійно турбувалося про могили і гробниці своїх предків.
В пошуках кращих планет, використовуючи стазисні склепи на борту зорельотів з двигунами на основі ракетного палива, вони стали колонізувати інші планети. З часом Династії некронтирів поширювалися все далі, поки більша частина галактики не опинилася під їх владою.

### Перші війни
З часом в середовищі некронтирів намітився розкол. З розширенням територій та їх розмаїттям, єдність, яка робила їх сильними, зникла. Новоутворені царства влаштовували запеклі війни за незалежність. У підсумку Триархія — правляча рада некронтирів — усвідомила, що єдина надія на об'єднання лежить в зовнішньому конфлікті. Тільки Древні, перші представники розумного життя галактики, підходили на роль ворога, проти якого згуртувалися б некронтири. Приводом для розв'язування подібної війни стало те, що Древні відмовилися розкрити таємниці вічного життя. Так Триархія оголосила війну Древнім і водночас запропонувала прощення відколотим Династіям, які охоче повернулися в суспільство некронтирів. Спокушені трофеями від перемоги і обіцянкою безсмертя, сепаратистські царства припинили заколот, і почалася війна, відома як Війна в небесах.

### Війна в небесах
Древні переважали некротирів з їх чисельністю і технологіями за допомогою досконалого володіння порталами Павутини — підпросторової мережі для надсвітлових переміщень. Протягом століть некронтири зазнавали поразок і відсувавлися, поки не перестали становити для Древніх небезпеки. Перед лицем поразки єдність некронтирів знову дало тріщину. Але тепер не було шансів утримати владу над розрізненими Династіями проти спільного ворога. Зіткнувшись з цілковитим крахом встановленого ладу, Триархія в розпачі шукала способи зберегти свою цивілізацію. Їхні молитви були почуті істотами, які досі стояли осторонь — К'Танами.

### Прихід К'Танів
Під час правління в Триархії царя Сареха (інакше відомого як Безмовний цар) богоподібні й безтілесні істоти, відомі як К'тани або зоряні боги, вперше з'явилися некронтирам. Невідомо, як вони вперше зіткнулися з К'танами. Архіви Солемнейса стверджують, що це було випадкове відкриття, зроблене зоряним зондом під час дослідження вмираючої зірки. «Книга скорботної ночі», що міститься під вартою у найпотаємнішому святилищі Чорної Бібліотеки, розповідає іншу історію — ненависть некронтирів до Древніх резонувала в космосі, діючи як маяк, який помітили К'тани. Деякі некронтири активно прославляли К'танів і створили їм тіла з самовідновного матеріалу некродермісу («живого металу») для вміщення цих істот, які складалися з енергії. Тим самим К'тани набули вигляду богів некронтирів, котрих вони шанували в давнину.
Один з К'танів постав перед Безмовним Царем як посланець свого виду. Серед числа зоряних богів його іменували Обманщиком за підступний характер. Безмовний Цар ще не знав про справжню природу К'танів і тому дав аудієнцію. Обманщик розповів про війну між К'танами і Древніми, що розігралася задовго до появи некронтирів. За його словами, К'тани програли її. Згодом, побоюючись відплати Древніх, він і його побратими сховалися, сподіваючись знайти союзників, з якими вони змогли б зрештою помститися Древнім. Обманщик запевняв, що в обмін на допомогу він і його побратими дадуть все, чого попросять некронтири, зокрема безсмертя.
Сарех погодився, але мусив переконати інших членів Триархії в надійності зоряних богів. Довгі місяці він сперечався з Тріархією і придворною знаттю. З самого початку і до кінця незгоду висловлював тільки Орікан, звіздар, який передбачив, що союз поверне часи величі, але знищить душі народу некронтирів. Проте до пророцтв Орікана не прислухалися. Через рік після того, як Обманщик зробив свою пропозицію, Триархія погодилася на співпрацю.

### Біоперенесення
Уклавши угоду з некронтирами, зоряні боги відкрили секрет безсмертя шляхом поміщення свідомості некротирів у механічні тіла, що називалося біоперенесенням. Поки працювали машини для біоперенесення, К'тани роїлися біля них, харчуючись потоками викинутої життєвої енергії та ставали все сильнішими.
Коли, вже маючи нове тіло, Сарех помітив, як К'тани пожирають життєву енергію його народу, то усвідомив свою помилку. У той момент він зрозумів, що ціною фізичного безсмертя стала втрата душі й залежність від К'танів. Попри повстання деяких Династій, біоперенесення було завершене, а всі відкрито незгідні з ним винищені.

### Поразка Древніх
Наситившись життєвою силою некронтирів і отримавши нові сили, К'тани змогли знищувати планети, гасити зірки і створювати чорні діри. Легіони некронів зрештою пробили шлях в Павутину і атакували Древніх у всіх куточках галактики. Вони взяли в облогу фортеці союзників Древніх, збираючи життєву силу захисників. У підсумку Древні програли, розкидані галактикою і остаточно знищені під натиском К'танів та породженими варпом істотами, яких вони самі помилково і випустили.

### Зрада Безмовного Царя
На останніх етапах Війни в небесах Сарех перебував в очікуванні моменту, коли К'тани будуть вразливі, щоб помститися їм. Хоча йому були підвладні всі сили раси некронів, він не сподівався протистояти К'танам в зеніті їх могутності. Зі знищенням Древніх Безмовний Цар повів некронів на повстання проти К'Танів.
Некрони зібрали енергії життя всесвіту в настільки потужні знаряддя, щоб навіть К'тани не могли встояти перед ними. Оскільки К'тани були незнищенними, як сама матерія, кожного з них розділили на тисячі фрагментів, і кожен замкнули в багатовимірний (тесерактовий) лабіринт. Хоча мільйони машин були знищені в результаті повстання, включаючи членів Триархії, крім самого Мовчазного Царя, некрони вибороли свободу.

### Великий Сон
Однак навіть із знищенням Древніх і К'танів Безмовний Цар усвідомлював, що суспільство некронів надто ослаблене і нездатне вижити. Швидко розвивалися Елдари, раса, яка боролася на одній стороні з Древніми протягом Війни в небесах і відповідно ненавиділа некронів і все з ними пов'язане. Тим не менш, Безмовний Цар вірив, що і для Елдарів настануть часи занепаду і саме тоді некрони зможуть відродити свою цивілізацію.
Безмовний Цар наказав переробити некронські міста у величезні комплекси гробниць зі встановленими в них стазисними склепами. Останній наказ Мовчазного Царя свідчив, що вони повинні проспати шістдесят мільйонів років, прокинутися готовими до відновлення заново всього, що втратили, і відродити колишню велич Династій. Коли останній світ-гробниця закрив свої склепи, він зруйнував командні протоколи, за допомогою яких керував своїм народом, оскільки винив себе в загибелі некротирів та занепаді некронів. Сарех спрямував свій корабель у відкритий космос, щоб знайти розраду або спокутування.

### Пробудження
Протягом шістдесяти мільйонів років некрони спали, очікуючи нагоди виконати останній наказ Мовчазного Царя: відродити колишню могутність Династій некронів. З часом все більше світів-гробниць пали жертвами несправностей. Ряд збоїв у роботі стазисних склепів знищив мільйони, якщо не мільярди сплячих некронів. Деякі світи-гробниці зруйнували мародери Елдарів, як відплату. Тектонічна діяльність планет розколювала цитаделі некронів; зірки, що перетворювалися на наднові, поглинали планети.
Пробудження відбулося не зовсім так, як планувалося. Некрони прокинулися не одночасно, а в різні епохи, розділені тисячоліттями. Через помилки в схемах і протоколах пробудження, плановане на ранні роки М41, в деяких випадках насправді відбулося набагато раніше, або йому взагалі ще належить трапитися. Найперші світи-гробниці пробудилися під час Великого Хрестового Походу людства. Навіть наприкінці 41-го тисячоліття мільярди некронів як і раніше сплять у своїх гробницях. Численні некрони втратили здатність мислити через збої в системах. Оскільки правителі різних рангів при біоперенесенні отримували кращі тіла, саме вони в більшості зберегли самосвідомість, як і найбільш видатні учені та воїни.
Перший підтверджений і зафіксований Імперіумом контакт з некронами відбувся у 897.М41. Це був напад на Святилище 101 Сестер Адептус Сорорітас. Камери записали жорстоку битву між сестрами і невідомими скелетоподібними істотами, але запис був низької якості. Імперська комісія не знайшла залишків невідомих ворогів, так само як і тіл сестер. Проте про існування некронів в минулому археологам Імперіуму було відомо задовго до цього часу і ця цивілізація вважалася вимерлою. Близько 744. М41 Безмовний Цар повернувся в галактику, оскільки зустрів Тиранідів в міжгалактичному просторі.
Багато пробуджених гробниць прагнуть будь-що відновити владу і технології та поводяться агресивно. Частина через поломки здатна тільки знищувати всіх, кого зустрінуть. Проте деякі некрони згідні на співпрацю з іншими розумними видами. Зокрема Сарех відомий допомогою Космодесанту Імперіуму проти тиранідів.

## Соціальний устрій
Всі некрони належать до якоїсь із Династій, на які поділялося суспільство некротирів. Всі вони складаються з правителів і звичайних некронів. Існували сотні Династій, що володіли різними планетами, але більшість з них загинула в ході Війни в небесах, при повстаннях проти біоперенесення або в ході сплячки. Станом на 41-ше тисячоліття відомі наступні основні Династії: Саутех, Чарнавох, Оросх, Атун, Некфіст, Огдобех, Орускар, Нігілах. Кожна з них володіє власною геральдикою (глі́фами) і загальноприйнятим кольором. Символом всіх некронів є анх Триархії, проте, оскільки Триархія загинула, від нього нерідко відмовляються на користь династичних гліфів. В силу традицій або свого стану після пробудження, Династії мають різне оснащення, погляди на майбутнє некронів, тактики бою. Наймогутнішою в 41-му тисячолітті є Саутех, очолювана Імоте́хом Повелителем Бур, гробниці якої найкраще збереглися завдяки продуманому плануванню.
Правителями династій є фаерони. В некротирів вищим правлячим органом була Триа́рхія, яка складалася з трьох фаеронів найвпливовіших Династій. Нижче них в ієрархії стоять владики — правителі груп планет, і лорди — правителі окремих планет. Нижчі ранги різняться в кожної з Династій. Безмовний Цар, повернувшись в галактику, планує здобути владу і очолити всіх некронів знову.
Після пробудження виник стан Лордів-руйнівників, тих лордів, свідомість яких через поломки було незворотно пошкоджено, внаслідок чого вони шукають постійних вбивств і тому придатні тільки для воєн. Питаннями технологій і відновлення цивілізації займають криптеки, поділені на конклави. Вони не мають офіційної влади, але після пробудження отримали значний вплив. Декотрі криптеки фактично займають посади лордів.
За дотриманням законів Триархії в Династіях слідкують преторіа́нці, що стоять поза політичною системою і мають право застосовувати силу щодо всіх порушників закону, навіть фаеронів.

## Технології та зброя
У боях некрони активно застосовують піхоту, зокрема рядових Воїнів і еліту Безсмертних. Крім того використовуються комахоподібні роботи, які крім того охороняють гробниці до часу їх пробудження. Частина Воїнів пілотує машини, такі як «Анігіляційна барка» або «Моноліт».
Найпоширеніша зброя некронів — гаусова гвинтівка або гаусовий живодер (англ. Gauss Flayer). Вона використовує незрозумілу в Імперіумі технологію, яка дозволяє зброї швидко знімати матерію атом за атомом. Саме тому найслабша зброя некронів може пробивати найміцнішу броню Імперіуму. Тіла некронів і їхньої техніки складаються з матеріалу некродермісу, здатного до самовідновлення. При отриманні критичних пошкоджень, які сам некрон полагодити на полі бою не може, всі частини механізму телепортуються в склеп для подальшого відновлення. Тому вивчення їх проводиться лише з відеозаписів чи з розповідей свідків.
Між планетами та зоряними системами некрони переміщуються за допомогою телепортації через червоточини, або використовуючи космічні кораблі. Останні перемущують або на досвітлових швидкостях, затрачаючи роки на перельоти між сусідніми зірками, або використовуючи надсвітлові перельоти з гасителями інерції.

## К'Тани
У ранніх редакціях лише двоє з чотирьох відомих К'Танів прокинулись. Потойбічний спав у сфері Дайсона серед зірок, а Дракон Порожнечі чекав на тих, хто його пробудить, в лабіринтах Марса.
У 5-й редакції кодексу та пізніших Осколки К'танів — лише частинки енергії, що пережили зраду некронів і, своєю чергою, були ними поневолені. Більшість з них тепер нездатні самостійно діяти без відповідного наказу, хоч і можуть отримувати тіла. Якщо осколок К'тана бунтує, або надзвичайно розвивається в рамках свого тіла, тоді автоматично активуються захисні механізми, які затягують істоту назад в її гробницю. Навіть з усіма цими заходами обережності некрони побоюються використовувати осколки К'тан в битві.
Навіть в ослабленому і скутому стані Осколки К'танів волоіють винятково великою силою. Вони можуть створювати енергетичні розряди, керувати свідомістю нижчих істот, маніпулювати перебігом часу і переміщувати предмети в інші виміри. Єдиний спосіб знищити осколок К'тана — пробити його оболонку з некродермісу, яка формує його тіло. Якщо некродерміс розірваний, осколок К'тана вибухає.
У той час як багато осколків К'танів перебувають на службі у некронів, немає остаточних підтверджень, що дійсно всі К'тани були переможені. Чутки про схожих на К'танів істот можна зустріти по всій галактиці.
У 5-й редакцій відомі такі К'Тани:
- Мепхет'ран, Обманщик
- Аза'город, Той, хто несе Ніч
- Лаш 'уддра, Незліченний Рій
- Ог'дріада, Воскресаючий
- Цара'нога, Потойбічний
- Іггра'нья, Формувач
- Ньядра'зата, Палаючий
- Маг'ладрот, Дракон Порожнечі
- Лланду'гор, Освіжовувач

## Некрони в масовій культурі
Некрони крім настільних ігор фігурують у понад 30 романах та у відеоіграх: Dawn of War — Winter Assault (2005), Dark Crusade (2006) і Soulstorm (2008), Dawn of War II (2009) і її доповненнях Chaos Rising (2010) і Retribution (2011) (в режимі «Останній рубіж»), Warhammer 40,000: Space Wolf (2014).